# Sylvirana
Genre
Synonymes
- Boulengerana Fei, Ye & Jiang, 2010

Sylvirana est un genre d'amphibiens de la famille des Ranidae.

## Répartition
Les neuf espèces de ce genre se rencontrent en Asie du Sud-Est, en Asie de l'Est et en Asie du Sud.

## Liste des espèces
Selon Amphibian Species of the World (3 mars 2019) :

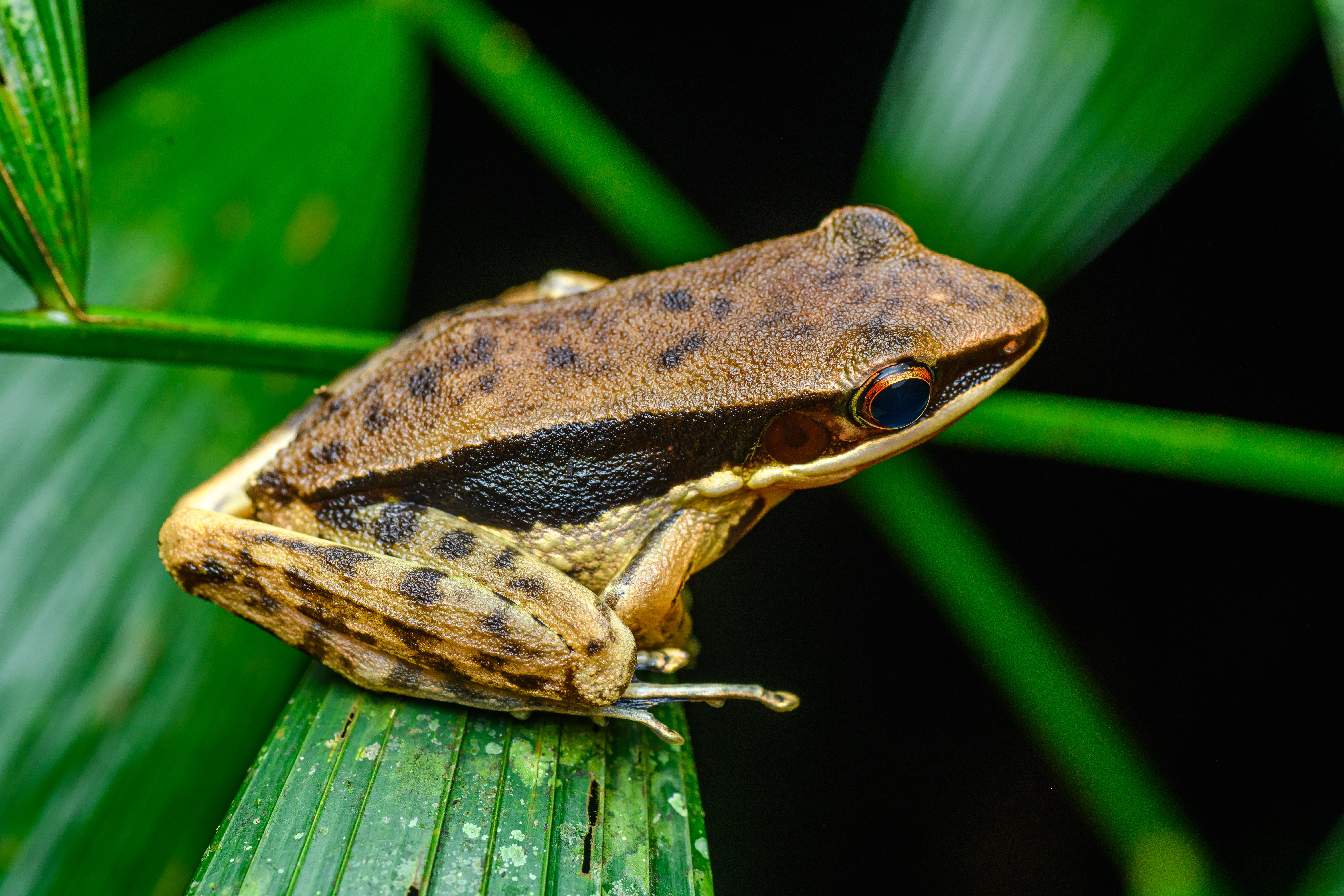
Sylvirana malayana, Parc national de Khao Sok, Thaïlande

- Sylvirana annamitica Sheridan & Stuart, 2018
- Sylvirana cubitalis (Smith, 1917)
- Sylvirana faber (Ohler, Swan, & Daltry, 2002)
- Sylvirana guentheri (Boulenger, 1882)
- Sylvirana lacrima Sheridan & Stuart, 2018
- Sylvirana malayana Sheridan & Stuart, 2018, PLoS One, 13(3: e0192766):
- Sylvirana maosonensis (Bourret, 1937)
- Sylvirana montosa Sheridan & Stuart, 2018
- Sylvirana mortenseni (Boulenger, 1903)
- Sylvirana nigrovittata (Blyth, 1856)
- Sylvirana roberti Sheridan & Stuart, 2018

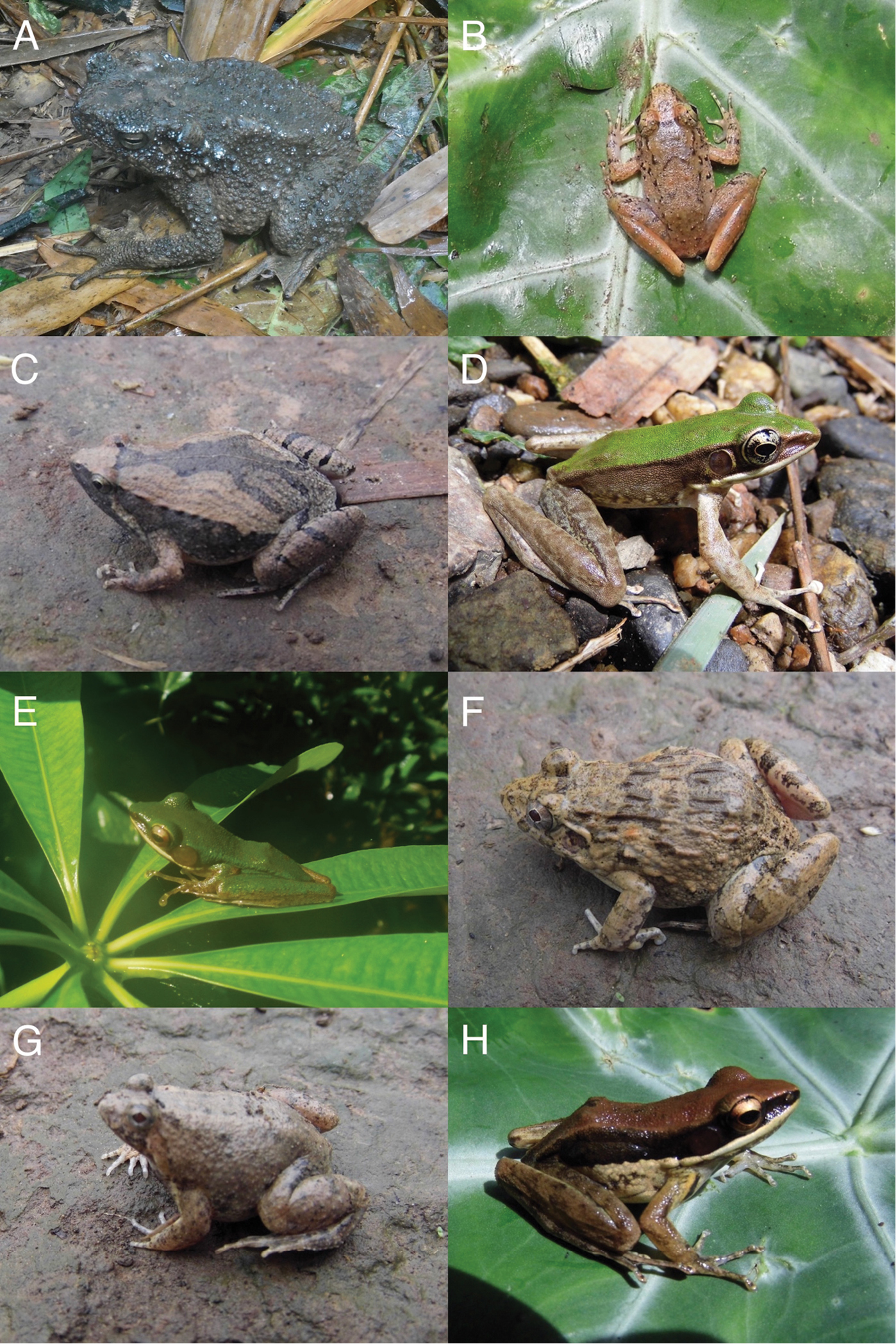
Photographies d'amphibiens lors d'un voyage d'étude, région de Tenasserim, Birmanie : A Phrynoidis aspera ; B Limnonectes doriae ; C Microhyla fissipes ; D Odorrana hosii ; E Chalcorana eschatia ; F Fejervarya sp. ; G Occidozyga martensii ; H Sylvirana malayana

- Photographies d'amphibiens lors d'un voyage d'étude, région de Tenasserim, Birmanie : A Phrynoidis aspera ; B Limnonectes doriae ; C Microhyla fissipes ; D Odorrana hosii ; E Chalcorana eschatia ; F Fejervarya sp. ; G Occidozyga martensii ; H Sylvirana malayanaSylvirana spinulosa (Smith, 1923)

## Taxinomie
Ce genre a été relevé de sa synonymie avec Hylarana par Oliver, Prendini, Kraus et Raxworthy en 2015.

## Publication originale
- Dubois, 1992 : Notes sur la classification des Ranidae (Amphibiens anoures). Bulletin Mensuel de la Société Linnéenne de Lyon, vol. 61, p. 305-352.